# Radkowice (powiat kielecki)
Radkowice – wieś w Polsce położona w województwie świętokrzyskim, w powiecie kieleckim, w gminie Chęciny.
W Królestwie Polskim istniała gmina Radkowice.
Radkowice to wieś o powierzchni 4,72 km² o ok. 600 liczbie mieszkańców. Spoczywają w południowo-zachodniej części Gór Świętokrzyskich, nad rzeką Bobrzą. Są położone około 3 km od Chęcin i ok. 16 km od Kielc. Sąsiadują z wsiami: Bolechowice, Starochęciny, Przymiarki, Lipowica, Brzeziny. Przez wieś przebiega główna droga w kierunku Tarnowa.
Pod względem położenia geograficznego Radkowice leżą na terenie tzw. subregionu chęcińskiego, ograniczonego od północy Pasmem Posłowickim i Pasmem Zgórskim zaś od południa rzekami Białą i Czarną Nidą. Na zachodzie granice tego obszaru wyznacza dolina Łososiny i Wiernej rzeki na wschodzie zaś droga wiodąca z Kielc przez Morawicę do Chmielnika.

## Integralne części wsi
| SIMC    | Nazwa    | Rodzaj    |
| ------- | -------- | --------- |
| 0234399 | Górki    | część wsi |
| 0234407 | Osicówka | część wsi |

## Historia
Radkowice legitymują się wczesnopiastowskim rodowodem. Nazwa wsi istniała już na przełomie XIII/XIV stulecia. W dokumencie z roku 1306 desygnat brzmiał Rachconici. Od momentu powstania była to wieś książęca, a od 1320 roku królewska. Wchodziła więc w skład chęcińskiego starostwa grodowego. W niej znajdował się folwark. Obok niego były i gospodarstwa kmiece. W roku 1564 żyło tu dziesięć rodzin Kmiecych i jedna zagrodnicza. Liczba mieszkańców wzrosła dopiero u schyłku istnienia I Rzeczypospolitej. W roku 1789 uprawiało tu ziemię prawie 30 kmieci i 1 zagrodnik. Z tego przeglądu historycznego wynika, że była to osada, której mieszkańcy utrzymywali się głównie z uprawy roli i hodowli. Po uwłaszczeniu w roku 1864 folwark radkowicki został zlikwidowany. Wzrost liczby mieszkańców i rozdrobnienie gospodarstw stwarzało wiele problemów, zwłaszcza bytowych. Wówczas to wielu radkowiczan zajmowało się wyrobem koszy wiklinowych, półkoszków do wozów, a inni podejmowali decyzję wyjazdu za pracą do Niemiec.
W 1914 roku pięciu mieszkańców Radkowic zaciągnęło się do Legionów, angażując się w walkę o wolność Polski.
W okresie międzywojennym w 1936 roku zbudowano drogę bitą.
Przed wybuchem wojny zgodnie z nakazem mieszkańcy udali się do wojska. Ogółem w kampanii wrześniowej wzięło udział ok. 13 radkowiczan. Okupacyjną zmorą były kontyngenty. Jednak dzięki sprytowi ówczesnego sołtysa chłopi radkowiccy dawali sobie radę.
Zaległości cywilizacyjne zaczęto odrabiać we wsi dopiero u schyłku lat pięćdziesiątych. Na przełomie 1961–1962 zelektryfikowano wieś, następnie w 1969 roku zmodernizowano drogę, a w trzy lata później położono na niej asfalt. Dość dynamiczny rozwój budownictwa nastąpił w latach 1974–1979. Wtedy wzniesiono wiele domów murowanych i poprawił się stan estetyczny wsi przez założenie kwietników oraz utrzymanie czystości i porządku.
W roku 1980 we wsi było 11 domów, 23 gospodarzy włodarzyło na obszarze 5 do 10 hektarów. Gospodarstwa zatem były niezbyt duże. Stąd też wielu radkowiczan podejmowało pracę poza rolnictwem.
Za sprawą kilku działaczy wiejskich w roku 1970 została zbudowana remiza strażacka.
Szkoła znajduje się w centrum wsi Radkowice. Została ona założona w 1862 r. Jej pierwszym nauczycielem był Ludwik Kanarkiewicz. Pierwotny budynek szkolny został wybudowany w 1938 roku. W czasie wojny odbywało się tajne nauczanie, które prowadzili Maria Zychowicz i Stanisław Kubiś. Budynek szkolny został wybudowany w latach 1959–1960. Uruchomienie w roku 1974 Gminnej Szkoły Zbiorczej w Chęcinach wpłynęło negatywnie na pracę szkoły. Od roku 1977/78 ośmioklasowa Szkoła Podstawowa w Radkowicach została przekształcona w czteroklasową. W 1999 roku szkoła została rozbudowana. Po reformie oświatowej szkoła stała się sześcioklasową z oddziałem zerowym.
W latach 1975–1998 miejscowość należała administracyjnie do województwa kieleckiego.